# Вівсянка сомалійська
Вівсянка сомалійська (Emberiza poliopleura) — вид горобцеподібних птахів родини вівсянкових (Emberizidae).

## Поширення
Вид поширений в Східній Африці. Трапляється в Ефіопії, Кенії, Сомалі, Південному Судані, Танзанії та Уганді. Його природні місця проживання — сухі савани та субтропічні або тропічні сухі чагарники.